# Rifugio Città di Lissone
Das Rifugio Città di Lissone (meist nur Rifugio Lissone) ist eine alpine Schutzhütte in der italienischen Region Lombardei in der Adamellogruppe. Sie liegt auf einer Höhe von 2017 m s.l.m. und gehört der CAI Sektion Lissone. Die Hütte wird von Anfang Juni bis Ende September bewirtschaftet und bietet 70 Bergsteigern Schlafplätze.

## Lage und Umgebung
Die Hütte liegt im Adamello Regionalpark etwas oberhalb eines kleinen Staubeckens am Beginn des Valle Adamé und dem darunter liegenden Val Val Saviore im Gemeindegebiet von Saviore dell’Adamello. Südwestlich des Rifugio liegt der 2827 m s.l.m. hohe Corno di Grevo. An der Schutzhütte führt der Adamello-Höhenweg Nr. 1 vorbei.

## Geschichte
Im Ersten Weltkrieg war in der ehemaligen von der Enel genutzten Hütte ein Abschnittskommando der Alpini untergebracht. 1970 erwarb die CAI Sektion Lissone das Gebäude und nutzte es nach Umbauarbeiten als alpine Schutzhütte. 1986 brannte dieses Gebäude ab. An gleicher Stelle wurde 1991 das neue und größere Rifugio Città di Lissone eröffnet.

## Zugänge
- Von der Malga Lincino, 1625 m ⊙ auf Weg 15 in 1 Stunde
- Von der Malga Bissina, 1790 m ⊙ auf Weg 245, 24 in 2 Stunden
- Vom Rifugio Paolo Prudenzini, 2235 m ⊙ auf Weg 1 in 3 ½ Stunden

## Nachbarhütten und Übergänge
- Zum Rifugio Baita Adamé, 2150 m ⊙ in 1 Stunde
- Zum Rifugio Val di Fumo, 1918 m ⊙ in 3 ½ Stunden
- Zum Rifugio Ai Caduti dell’Adamello, 3040 m ⊙ in 6 Stunden 45 Minuten
- Zum Rifugio Maria e Franco, 2574 m ⊙ in 5 Stunden